# Franz von Meinders

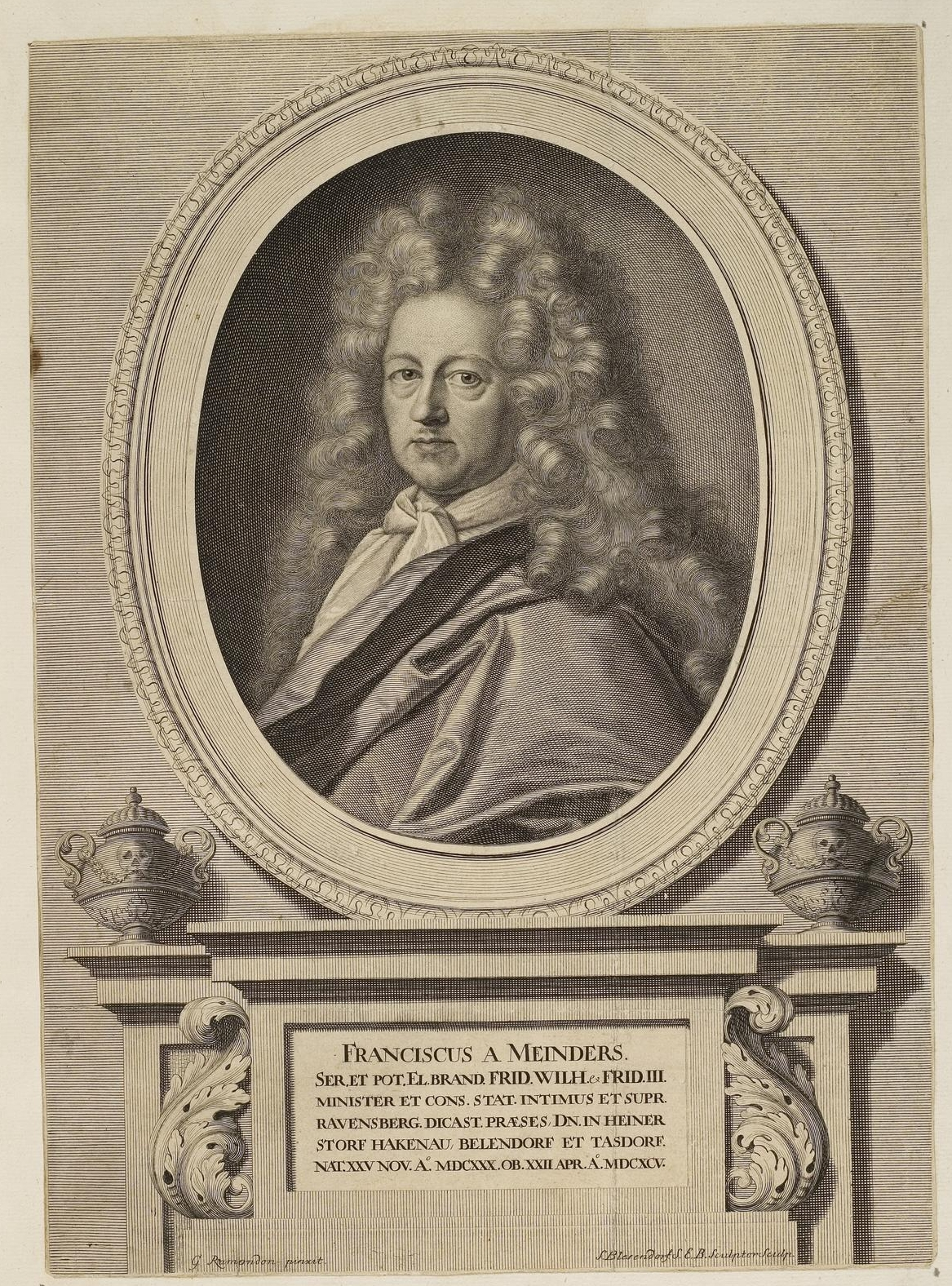
Franz von Meinders (1630–1695)

Franz von Meinders (* 25. November 1630 in Bielefeld; † 22. April 1695 in Berlin) war kurbrandenburgischer Minister und Diplomat unter Friedrich Wilhelm und Friedrich III.
Er stammt aus der bürgerlichen Familie Meinders aus Bielefeld. Sein Vater war der Landrentmeister Albert Meinders (1580–1665), seine Mutter dessen Ehefrau Anna Rhoden.

## Leben
Über sein frühes Leben ist wenig bekannt. Er studierte Jurisprudenz und wurde Licentiat der Rechte. Im Jahr 1655 war er Sekretär des Grafen Georg Friedrich von Waldeck. Dieser war seinerzeit ein wichtiger Minister des brandenburgischen Kurfürsten Friedrich Wilhelm. Als der Minister 1665 in den Dienst des Herzogs von Braunschweig-Lüneburg-Celle wechselte, blieb Meinders in Berlin und wurde Geheimsekretär des Kurfürsten. Dieser schickte ihn auf eine Reihe von diplomatischen Missionen. Meinders durchlief zahlreiche Verwaltungs- und Richterämter, so wurde er 1667 Ravensberger Appelationsgerichtsdirektor. Im Jahr 1672 wurde er zum Geheimrat ernannt. Er war einer der einflussreichsten Räte im brandenburgischen Kabinett, besonders auch in den Fragen der auswärtigen Politik. Er machte zahlreiche Gesandtschaftsreisen in die Hauptstädte Europas und war Unterhändler bei wichtigen Staatsverträgen, so bei dem jülich-klevischen Erbvergleich von 1666, der Allianz mit Holland 1672 oder dem Frieden von Vossem 1673. Bei letzterem war er als alleiniger Bevollmächtigter des Kurfürsten vertreten.
Danach verhandelte er im Vertrag von Saint-Germain und erzielte eine (kurzlebige) Allianz mit Frankreich. Im Jahr 1679 starb mit Otto von Schwerin einer der wichtigsten Minister des Kurfürsten. Danach waren Paul von Fuchs und Meinders die wichtigsten Ratgeber des Kurfürsten. Im Jahr 1682 folgte die Adelserhebung zum Reichsritter durch den Kaiser Leopold.
Auch nach dem Tod Friedrich Wilhelms 1688 blieb Meinders ein wichtiger Ratgeber des neuen Kurfürsten Friedrich, jedoch wurde der Minister Eberhard von Danckelmann immer einflussreicher. Meinders' letzte Arbeit für den brandenburgischen Staat war die Verhandlung eines neuen Vertrages über den Schwiebuser Kreis (1694).
In seinem Testament hinterließ er 400 Taler zur Stiftung eines Waisenhauses in Bielefeld. Eine Tafel am nördlichen Seiteneingang des Ratsgymnasiums erinnert noch heute daran.

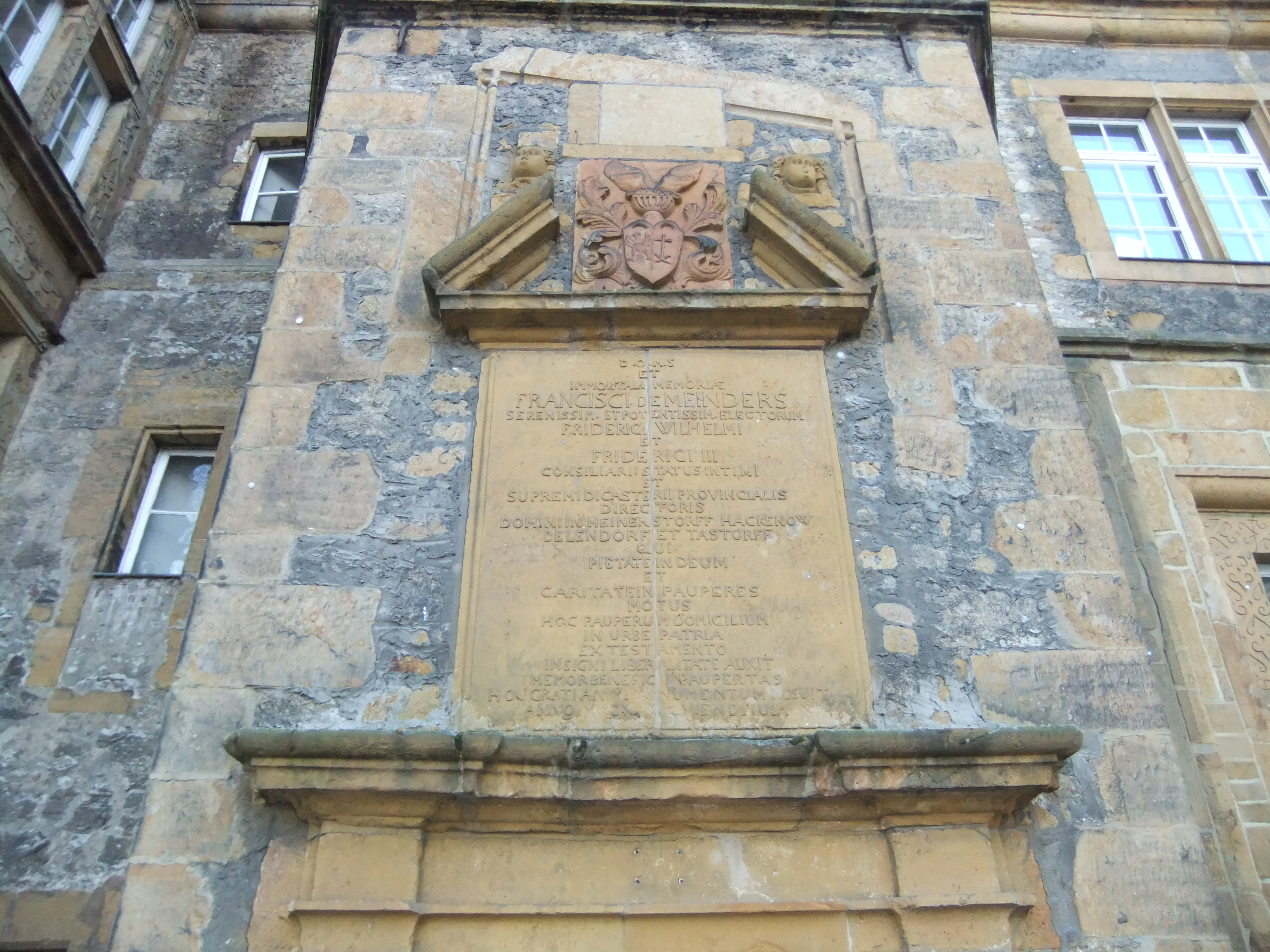
Gedenktafel an der Nordseite des Ratsgymnasiums Bielefeld.

## Familie
Er heiratete am 19. September 1665 in Berlin Luise Eleonore Heydekampf († 1692). Sie war die älteste Tochter des kurfürstlichen Rats und Geheimen Kämmerers Christian Sigismund Heydekampf († 1682) Aus dieser Ehe hatte er Töchter:
- Dorothea Charlotte (* 1671; † 13. Juni 1734) ⚭ Imbert Rollaz du Rosey (1657–1704), Kommandeur der Schweizer Garde
- Luise Elisabeth († 25. Juli 1715) ⚭ 1684 Kuno Hartwig von Quitzow († 11. Januar 1719)[3] Erbherr von Eldenburg

Schon drei Monate nach dem Tod seiner Frau heiratete er Gertrud Sophie von Grote (1653–1693), die Witwe seines Freundes Joachim Ernst von Grumbkow, aber sie starb kurz nach der Hochzeit.
Danach heiratete er die Gräfin Luise Katharina zu Eulenburg (* 1673; † August 1711). Sie war die Witwe von Freiherr Oberst Wilhelm Ludwig von Poellnitz († 1693) (ältester Sohn von Gerhard Bernhard von Pölnitz). Das Paar hatte folgende Kinder:
- Wilhelmine Marie († 20. Januar 1749) ⚭ Georg Heinrich von Borcke († 24. März 1720) (Eltern von Friedrich Wilhelm von Borcke)

Nach dem Tod ihres Mannes heiratet die Witwe den Hofmarschall Christian Ludwig von der Wense.